# ジョージ・カー (陸上選手)
ジョージ・カー (George Kerr, 1937年10月16日 - 2012年6月15日)は、ジャマイカの陸上競技選手。1960年ローマオリンピックの銅メダリストである。

## 経歴
カーは、1960年のローマオリンピックに西インド連邦代表として出場。この大会で800mと4×400mリレーに出場。800mでは1分47秒1のタイムで、ニュージーランドのピーター・スネル、ベルギーのロゲール・モーエンスに次いで銅メダルを獲得。4×400mリレーでは、キース・ガードナー、マルコム・スペンス、ジェームズ・ウェダーバーンとともに銅メダルを獲得した。
2012年6月15日、心臓発作を起こして入院した病院で死去。74歳没。

## 主な実績
| 年   | 大会                   | 場所                     | 種目         | 結果 | 記録      |
| ---- | ---------------------- | ------------------------ | ------------ | ---- | --------- |
| 1959 | パンアメリカンゲームズ | シカゴ(アメリカ合衆国)   | 400m         | 1位  | 46.1秒    |
| 1959 | パンアメリカンゲームズ | シカゴ(アメリカ合衆国)   | 800m         | 2位  | 1分49秒4  |
| 1960 | オリンピック           | ローマ(イタリア)         | 800m         | 3位  | 1分47秒1  |
| 1960 | オリンピック           | ローマ(イタリア)         | 4×400mリレー | 3位  | 3分04秒0  |
| 1962 | コモンウェルスゲームズ | パース(オーストラリア)   | 440yd        | 1位  | 46秒74    |
| 1962 | コモンウェルスゲームズ | パース(オーストラリア)   | 880yd        | 2位  | 1分47秒90 |
| 1966 | コモンウェルスゲームズ | キングストン(ジャマイカ) | 880yd        | 3位  | 1分47秒2  |